# Vol Sabena 548
Le vol Sabena 548 du 15 février 1961 était un vol effectué par un Boeing 707 de la compagnie belge Sabena, effectuant une liaison entre l'aéroport international de New York (rebaptisé ensuite aéroport international John-F.-Kennedy, depuis 1963) et l'aéroport de Bruxelles.
L'avion s'est écrasé près de Berg, dans la province de Brabant, pendant la phase d'approche. Les 72 personnes à bord ont été tuées, ainsi qu'une personne sur le terrain. Il est, à ce titre, l'accident aérien le plus meurtrier de l’histoire de la Belgique, ainsi que l'une de ses principales catastrophes.
L'accident a été le premier accident mortel impliquant un Boeing 707 en service régulier de voyageurs. Parmi les morts figure l'ensemble de la délégation de patinage artistique des États-Unis, qui était en route pour les championnats du monde de 1961 à Prague en Tchécoslovaquie.

## Crash

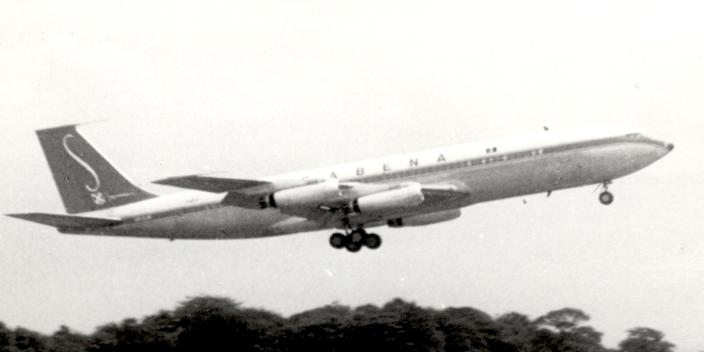
Le 707 impliqué dans l'accident (OO-SJB), photographié à l'aéroport de Manchester en mai 1960.

Il n'y avait aucune indication de problèmes à bord de l'avion, jusqu'à ce qu'il s'approche de l'aéroport de Bruxelles. Selon des témoins oculaires, le Boeing 707 attendait qu'un petit avion dégage la piste pour pouvoir atterrir. Il a alors commencé à monter puis s'est écrasé tout à coup dans un champ près du hameau de Berg (village indépendant à l'époque aujourd'hui partie de la commune de Kampenhout, dans la province de Brabant). 
L'épave pulvérisée du 707 s'est enflammée et toutes les personnes à bord ont été tuées sur le coup. Il y avait 61 passagers et 11 membres d'équipage. Un agriculteur qui travaillait dans les champs a également été tué par une pièce en aluminium de l'avion, et un autre agriculteur a eu la jambe amputée à cause des débris. 
La cause exacte de l'accident n'a jamais été déterminée au-delà de tout doute raisonnable, mais les enquêteurs ont suspecté une défaillance du mécanisme de réglage du stabilisateur.
Le roi Baudouin et son épouse, la reine Fabiola, se sont rendus sur les lieux de la catastrophe et ont rencontré les familles des agriculteurs victimes de l'accident.

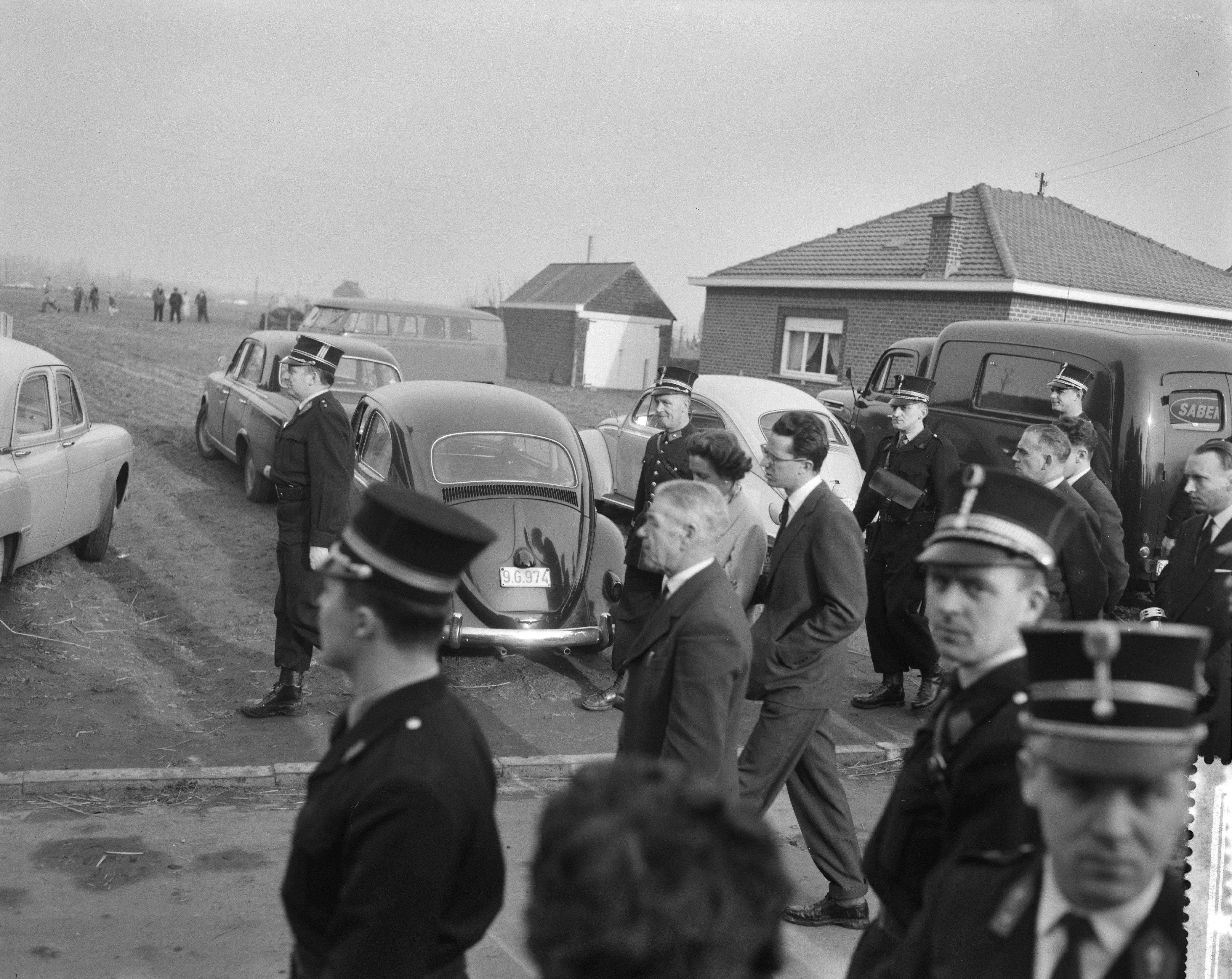
Le roi Baudouin et la reine Fabiola se rendent sur les lieux de la catastrophe, le 15 février 1961.

Le président américain John Fitzgerald Kennedy a publié une déclaration de condoléances de la Maison-Blanche. Il a été personnellement touché par la catastrophe, car l'un des patineurs tués dans le crash, Dudley Richards, était un ami personnel et aussi de son frère Edward Moore Kennedy. Ils avaient passé certains étés ensemble à Hyannis dans l'État du Massachusetts.

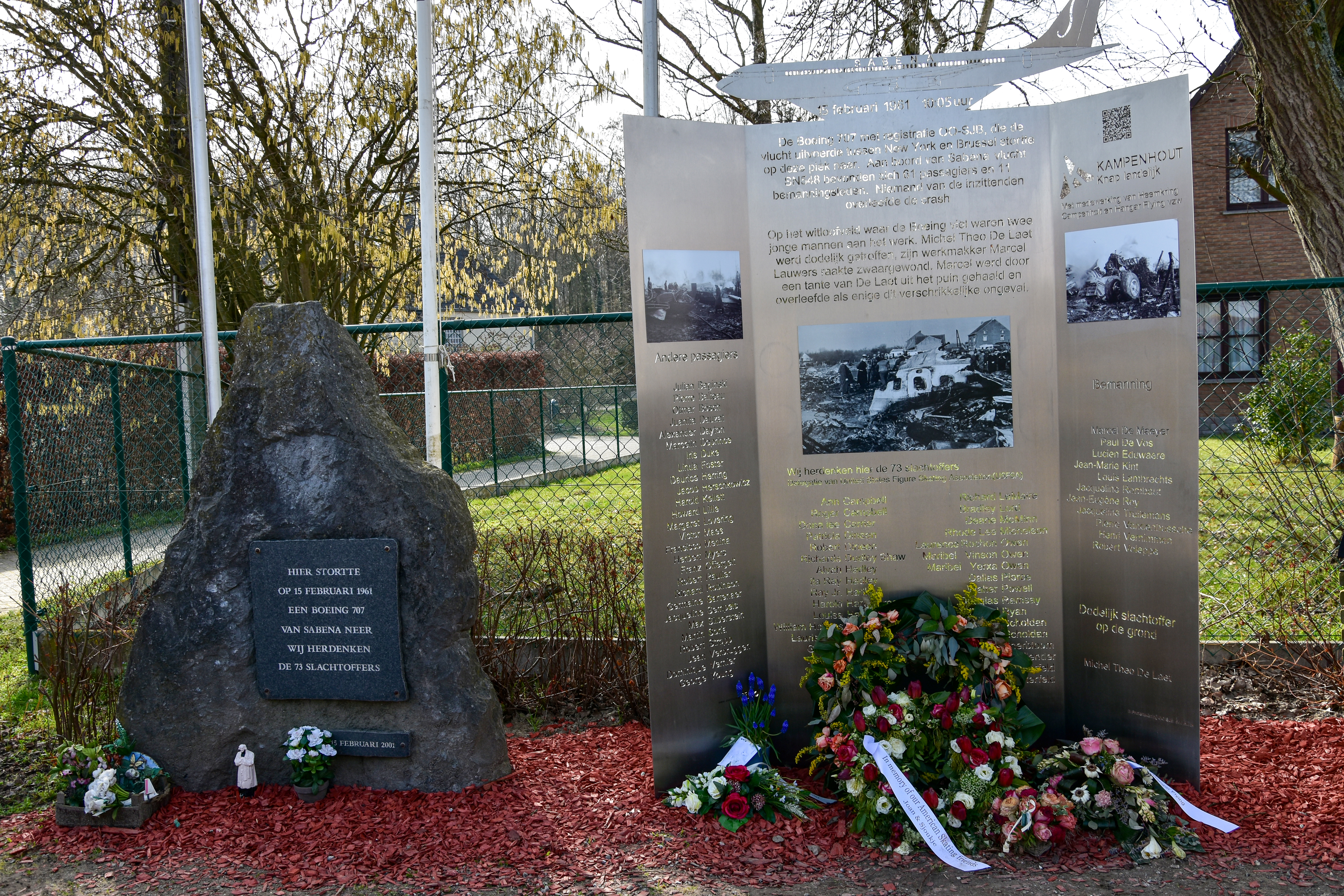
Mémorial

## Victimes
Sur les 61 passagers, il y avait 18 athlètes américains de l'équipe de patinage artistique, ainsi que 16 personnes les accompagnant (membres de leurs familles, entraîneurs ou responsables de la délégation).
Patineurs individuels :
01- Gregory Kelley
02- Bradley Lord
03- Rhode Lee Michelson
04- Laurence Owen
05- Douglas Ramsay
06- Stephanie Westerfeld
Patineurs de Couples :
07- Ila Ray Hadley
08- Ray Hadley, Jr.
09- Laurie Jean Hickox
10- William Holmes Hickox
11- Maribel Owen
12- Dudley Richards
Patineurs de danse sur glace :
13- Roger Campbell
14- Dona Lee Carrier
15- Robert Dineen
16- Patricia Dineen
17- Larry Pierce
18- Diane Carol Sherbloom
Entraîneurs et officiels :
19- Alvah "Linda" Hadley (mère et entraîneur de Ila Ray Hadley et Ray Hadley, Jr.)
20- William Kipp (entraîneur)
21- Deane McMinn (chef de l'équipe)
22- Maribel Vinson (entraîneur et mère de Laurence et Maribel Owen)
23- Daniel Ryan (entraîneur)
24- Edi Scholdan (entraîneur)
25- William Swallender (entraîneur)
Juges et arbitres :
26- Harold Hartshorne (juge)
27- Edward LeMaire (juge)
28- Walter S. Powell (arbitre)
Familles des membres de l'équipe :
29- Ann Campbell (mère du patineur Roger Campbell)
30- Louisa Hartshorne (épouse du juge Harold Hartshorne)
31- Nathalie Kelley (sœur du patineur Gregory Kelley)
32- Richard LeMaire (fils du juge Edward LeMaire)
33- James Scholdan (fils de l'entraîneur Edi Scholdan)
34- Sharon Westerfeld (sœur de la patineuse Stephanie Westerfeld)
Autres passagers :
35- Julian Baginski
36- Pierre Balteau
37- Germaine Verbruggen
38- Jean Verbruggen (Rédacteur en chef de la revue SABENA)
39- père Otmar Boesch
40- Alexander Dayton
41- Mercellin Deprince
42- Iris Duke
43- Linda Foster
44- Dorice Herring
45- Jacob Hershkowicz
46- Harold Kellett
47- Juanita Lemoine
48- Howard Lillie
49- Victor Maes
50- Francisco Medina
51- Herbert Myers
52- Franz Offergelt
53- Margaret Pozzuolo
54- Jacqueline Robinson
55- Richard Robinson
56- Robert Raulier
57- Max Silberstein
58- Martin Soria
59- PFC Robert Stopp
60- Dominique Vernier
61- George Young
Équipage :
62- Pierre van den Busche
63- Marcel DeMayer
64- Lucien Eduwaere
65- Paul De Vos
66- Jean Kint
67- Louis Lambrechts
68- Jacqueline Rombaut
69- Jean Roy
70- Jacqueline Trullemans
71- Henri Vernimmen
72- Robert Voleppe
Personne au sol :
73- Theo De Laet, agriculteur

## Conséquences

### Pour les championnats du monde de 1961
L'accident a provoqué un grand émoi dans le monde sportif, et le comité exécutif de l'ISU a décidé d'annuler les championnats du monde prévus à Prague en Tchécoslovaquie. Ils avaient déjà été précédemment annulés entre 1915 et 1921 à cause de la Première Guerre mondiale puis entre 1940 et 1946 à cause du second conflit mondial. Mais c'est la première fois que les championnats du monde sont annulés par un événement autre qu'une guerre ; la seconde fois sera en 2020, à cause de la pandémie de Covid-19.
Un an plus tard, la capitale tchécoslovaque organisera tout de même les championnats du monde de 1962.

### Pour le patinage artistique américain
Par le nombre de victimes, entraîneurs et athlètes, l'accident a porté un coup terrible au patinage artistique américain qui jouissait d'une position dominante dans les années 1950. Bien que Scott Allen ait remporté une médaille de bronze aux Jeux olympiques d'hiver de 1964 à Innsbruck, les États-Unis ne retrouveront le plus haut niveau mondial qu'avec Peggy Fleming (triple championne du monde de 1966 à 1968 et championne olympique en 1968) et Timothy Wood (double champion du monde en 1969 et 1970). L'accident a également été indirectement responsable de la mise en place d'entraîneurs étrangers aux États-Unis, tels que l'Italien Carlo Fassi ou le Britannique John Nicks.
Le 23 février 1961, le président de la fédération américaine de patinage artistique, Franck Ritter Shumway, en poste depuis moins de deux mois à la date de l'accident, décide de créer le Fonds USFSA (United States Figure Skating Association) en mémoire des victimes de l'accident du vol 548 Sabena. Beaucoup de ces victimes étaient de jeunes espoirs de l'équipe nationale américaine, regroupées pour la première fois après le retrait de plusieurs champions américains après les Jeux olympiques d'hiver de 1960 à Squaw Valley. Le Fonds, qui existe toujours, est utilisé pour soutenir la formation des jeunes patineurs prometteurs à travers tout le pays.

### Commémorations ultérieures
À l'occasion du 40e anniversaire de la tragédie, le 10 février 2001, une stèle commémorative a été inaugurée au hameau de Berg au coin de la rue Lemmeken 26-23 et de la rue Dijk 50° 55′ 15″ N, 4° 31′ 36″ E
Pour le 50e anniversaire, une séance commémorative a rassemblé près de 200 personnes autour de ce monument le 12 février 2011: des proches des victimes, des habitants voisins, une délégation venue des États-Unis ainsi que le bourgmestre de Kampenhout et l'ambassadeur des États-Unis à Bruxelles. Le film RISE a été produit à l'initiative de la fédération américaine de Patinage artistique (U.S. Figure Skating) pour honorer la mémoire des patineurs à l'occasion du 50e anniversaire de l'accident. RISE a été tourné en 2010 et fut projeté une seule fois dans de nombreuses salles des États-Unis, le 17 février 2011, jour du cinquantième anniversaire de l'accident. Une deuxième projection a eu lieu le 7 mars 2011.
Pour le 60e anniversaire, une nouvelle stèle commémorative est inaugurée. Elle comporte la liste des victimes. 